# Krige Norge har været med i
Denne artikel er en liste af krige Norge har været med i.

## Kongeriget Norge (872-1397)
| År             | Navn                       | Allierede                     | Fjender                                    | Resultat               |
| -------------- | -------------------------- | ----------------------------- | ------------------------------------------ | ---------------------- |
| 955            | Slaget ved Rastarkalv      | Håkon 1. Adalsteinsfostre     | Eirikssønnene Danmark                      | Sejr                   |
| 961            | Slaget ved Fitjar          | Norge                         | Danmark                                    | Sejr                   |
| 986            | Slaget ved Hjörungavágr    | Norge                         | Jomsvikingerne                             | Sejr                   |
| 999/1000       | Slaget ved Svolder         | Norge                         | Danmark Sverige Olav Svenske               | Tab                    |
| 1007/1008      | Slaget ved Herdaler        | Norge                         | Finne                                      | Tab                    |
| 1016           | Slaget ved Nesjar          | Olav den Hellige              | Svend jarl                                 | Sejr til Olav          |
| 1026           | Slaget ved Helgeå          | Norge Sverige                 | Danmark                                    | Tab                    |
| 1030           | Slaget ved Stiklestad      | Olav den Hellige Dag Ringsson | Kálfr Árnason Þórir hundr Hárekr ór Þjóttu | Sejr til bondehæren    |
| 1048-1064      | Invasionen af Danmark      | Norge                         | Danmark                                    | Status quo ante bellum |
| 1066           | Norske invasion af England | Norge                         | England                                    | Tab                    |
| 1098           | Første irske havskampagne  | Norge                         | England                                    | Sejr                   |
| 1099           | Kampagnen i Sverige        | Norge                         | Sverige                                    | Sejr                   |
| 1101/1102-1103 | Anden irske Havskampagne   | Norge                         | England                                    | Tab                    |
| 1130-1240      | Borgerkrigstiden           | Birkebeinerne                 | Baglerne                                   | Sejr til Birkebeinerne |
| 1240           | Slaget ved Neva            | Sverige Norge                 | Republikken Novgorod                       | Tab                    |
| 1256           | Halland kampagnen          | Norge                         | Danmark                                    | Tab                    |
| 1261-1264      | Den Skotske-Norske krig    | Norge                         | Skotland                                   | Tab                    |
| 1288-1295      | De fredløses krig          | Norge                         | Danmark                                    | Sejr                   |

## Kalmarunionen (1397-1523)
| År        | Navn                                   | Allierede                                          | Fjender                                                                                                  | Resultat |
| --------- | -------------------------------------- | -------------------------------------------------- | --- | -------- |
| 1392-1398 | Krigen med Fetaljebrødre               | Kalmarunionen                                      | Fetaljebrødre                                                                                            | Sejr     |
| 1410-1435 | Krigen om Slesvig                      | Kalmarunionen Støttet af: Grevskabet Pommern-Barth | Hanseforbundet - Hamburg - Lübeck - Lüneburg - Rostock - Stralsund - Wismar Grevskabet Holsten-Rendsborg | Tab      |
| 1501-1512 | Svante Nilsson Stures krig mod Danmark | Kalmarunionen                                      | Sverige Norsk oprør Lübeck                                                                               | Sejr     |
| 1521-1523 | Gustav Vasas oprør                     | Kalmarunionen                                      | Sverige Lübeck                                                                                           | Tab      |

## Danmark-Norge (1523-1814)
| År        | Navn                       | Allierede | Fjender | Resultat               |
| --------- | -------------------------- | --- | --- | ---------------------- |
| 1563-1570 | Den Nordiske Syvårskrig    | Danmark-Norge Polen-Litauen Lübeck | Kongeriget Sverige | Status quo ante bellum |
| 1611-1613 | Kalmarkrigen               | Danmark-Norge | Kongeriget Sverige | Sejr                   |
| 1618-1648 | Trediveårskrigen           | Forenede Nederlande Kongeriget Sverige Bøhmen Danmark-Norge (1625-1629) Kongeriget Frankrig Sachsen Braunschweig-Lüneburg England Brandenburg-Preussen Transsylvanien Ungarske anti-Habsburgskske-oprører Saporoger-kosakker Osmanniske Rige | Tysk-romerske rige - Den Katolske Liga - Østrig - Bayern - Kongeriget Ungarn - Kongeriget Kroatien Spanien og dets besiddelser Danmark (1643-1645)                                                        | Tab                    |
| 1643-1645 | Torstenssonfejden          | Danmark-Norge | Kongeriget Sverige | Tab                    |
| 1657-1660 | Karl Gustav-krigene        | Danmark-Norge | Kongeriget Sverige | Tab                    |
| 1672-1678 | Den fransk-hollandske krig | Danmark-Norge Forenede Nederlande Brandenburg Habsburgske østrig Spanien Lorraine | Kongeriget Frankrig England Fyrstbispedømmet Münster Kurfyrstendømmet Köln Sverige |                        |
| 1675-1679 | Den skånske krig           | Danmark-Norge | Kongeriget Sverige | Status quo ante bellum |
| 1700-1721 | Den Store Nordiske Krig    | Rusland Danmark-Norge(1700, 1709) Polen-Litauen (1700–04, 1709–) Sachsen (1700–06, 1709–) Det kosakkiske hetmanat (1700–08) Preussen (1715–) Hannover (1715-) Storbritannien (1717–19)                                                       | Kongeriget Sverige Holstein-Gottorp Polen-Litauen (1704–09) Osmanniske rige (1710–14) Det kosakkiske hetmanat (1708–09) Storbritannien(1700, 1719–21)                                                     | Sejr                   |
| 1788      | Tyttebærkrigen             | Danmark-Norge Rusland | Kongeriget Sverige | Status quo ante bellum |
| 1788-1790 | Den russisk-svenske krig   | Danmark-Norge Rusland | Kongeriget Sverige | Status quo ante bellum |
| 1797      | Søslaget ved Tripoli       | Danmark-Norge | Tripolitania | Sejr                   |
| 1799-1802 | Anden koalitionskrig       | Danmark-Norge Første franske republik Polske legioner Den romerske republik Bataviske Republik Cisalpinske Republik Parthenopæiske Republik Den helvetiske republik                                                                          | Det Forenede Kongerige Storbritannien Ærkehertugdømmet Østrig Det Russiske Kejserrige Kongeriget Portugal Kongeriget Napoli Storhertugdømmet Toscana Johanniterordenen Osmanniske rige Franske royalister | Sejr                   |
| 1803-1813 | Napoleonskrigene           | Franske Kejserdømme Holland Kongeriget Italien Etrurien Napoli Hertugdømmet Warszawa Rhinforbundet: - Bayern - Sachsen - Westfalen - Württemberg Danmark-Norge                                                                               | Østrig Rusland Preussen Det Forenede Kongerige Storbritannien Spanien Portugal Sicilien Sardinien Sverige Kurfyrstedømmet Braunschweig-Lüneburg                                                           | Tab                    |
| 1808-1809 | Den Dansk-Svenske Krig     | Danmark-Norge Franske Kejserdømme | Kongeriget Sverige Det Forenede Kongerige Storbritannien | Status quo ante bellum |

## Kongeriget Norge (1814; 1905-Nutiden)
| År        | Navn                         | Allierede | Fjender | Resultat |
| --------- | ---------------------------- | --- | --- | -------- |
| 1814      | Den svensk-norske krig       | Kongeriget Norge | Kongeriget Sverige |          |
| 1950-1953 | Koreakrigen                  | Republikken Korea Storbritannien USA Australien Belgien Canada Colombia Etiopien Frankrig Grækenland Nederlandene Filippinerne Sydafrika Thailand Tyrkiet Lægeligt støtte: - Danmark - Indien - Italien - Norge - Sverige | Den Demokratiske Folkerepublik Korea Folkerepublikken Kina Sovjetunionen Lægeligt støtte: - Bulgarien - Polen - Rumænien - Tjekkoslovakiet | Sejr     |
| 1992-1995 | Krigen i Bosnien-Hercegovina | Kroatien Bosnien-Hercegovina NATO | Den Serbiske Republik Krajina Jugoslavien Republika Srpska                                                                                 | Sejr     |
| 1998-1999 | Kosovokrigen                 | Albanien Kosovo NATO | Jugoslavien | Sejr     |
| 2001-     | Krigen i Afghanistan         | Afghanistan Den Nordlige Alliance Forenede Nationer: | Taliban al-Qaeda Usbekistans islamiske bevægelse Hezbi Islami                                                                              | Pågående |
| 2003-2011 | Irakkrigen                   | Den nye irakiske hær Kurdiske tropper USA Storbritannien Kongeriget Danmark Andre lande fra koalitionen | Saddam Husseins Irak (Post-Saddam konflikt) Baath tilhængere Mahdi-militsen Irakisk al-Qaeda og andre oprørsgrupper                        | Sejr     |